# Frans B-voetbalelftal (mannen)
Het Frans B voetbalelftal, ook wel beschreven als Frans voetbalelftal A', is een team van voetballers die in aanmerking kunnen komen voor het Frans voetbalelftal, maar vanwege diverse redenen geen deel uitmaken hiervan. Frankrijk B speelt onder toezicht van de bondscoach internationale wedstrijden waarin de spelers moeten bewijzen in aanmerking te kunnen komen voor het nationale A-elftal.
Dit systeem is in het leven geroepen om spelers die tussen het wal en het schip vallen, op te vangen en een potentiële kans te blijven bieden zich internationaal te ontwikkelen en eventueel het nationale elftal te kunnen bereiken. Dit zijn bijvoorbeeld spelers die Frankrijk -21 ontgroeid zijn of afvallers van het huidige Franse elftal. Omdat Frankrijk B een onderdeel van het Franse voetbalelftal is, mag het niet deelnemen aan officiële competities.

## Geschiedenis
Na 1968, werd het B-elftal door de bondscoaches maar zelden gebruikt, tussen 1971 en 1982 speelde de ploeg slechts 8 wedstrijden, waarna de ploeg enkele jaren inactief was. Bondscoach Michel Platini besluit vanaf 16 november 1988 weer gebruik te maken van de ploeg, maar ditmaal heet het geen Frankrijk B meer, maar « Frankrijk A' ». Na een korte afwezigheid, kwam de ploeg vanaf 1990 weer terug onder de naam « Frankrijk B ».
Het laatste optreden van Frankrijk B was op 22 maart 2001, met een overwinning van 2-1 tegen Duitsland B. Raymond Domenech besloot in augustus 2007 dit team opnieuw leven in te blazen, wederom onder de naam Frankrijk A'. De bondscoach van Frankrijk selecteert dan een groot aantal spelers, en stelt hieruit ook een schaduwteam op. Dit team wordt sindsdien gebruikt voor jonge spelers en spelers die afgevallen zijn bij het Franse voetbalelftal en zich in de kijker willen spelen.

## Bekende (ex-)spelers
| - Jérôme Bonnissel - Philippe Christanval - Olivier Dacourt - Mathieu Flamini - Sébastien Frey |  | - Frédéric Kanouté - Lilian Laslandes - Steve Marlet - Philippe Mexès - Jérôme Rothen |  | - Bacary Sagna - David Sommeil - Jonathan Zebina |